# Coulomb
Coulomb (symbol C) er en SI-måleenhed for elektrisk ladning. Én coulomb er hidtil defineret som den ladning, som en strøm på 1 ampere leverer i løbet af 1 sekund.
Enheden coulomb er afledt af enhederne for elektrisk strømstyrke og tid.
1 C = 1 A · 1 s
Fra den 20. maj 2019 er ladningen af en proton defineret anderledes: 1,602 176 634 × 10-19 C svarer nøjagtigt til ladningen af en proton. Elementarladningen e er defineret som e = 1,602 176 634· 10-19 C. Regner man den anden vej, svarer 1 coulomb herefter til omtrent 6,241 509 074 460 76 × 1018 elementarladninger.
Enheden coulomb er opkaldt efter den franske fysiker Charles Augustin Coulomb.